# 张百熙

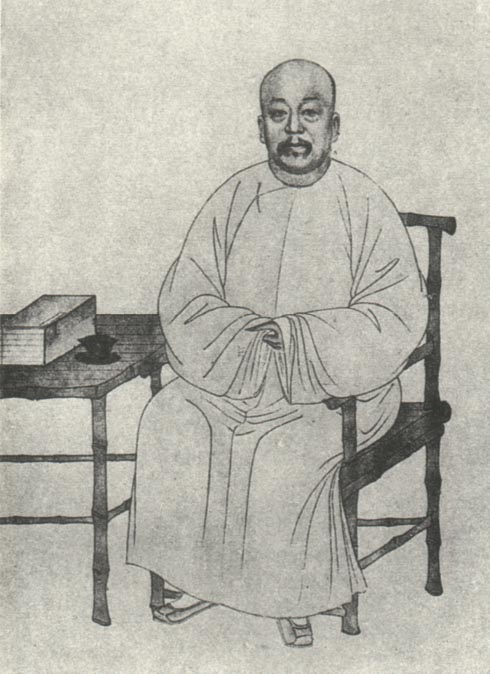

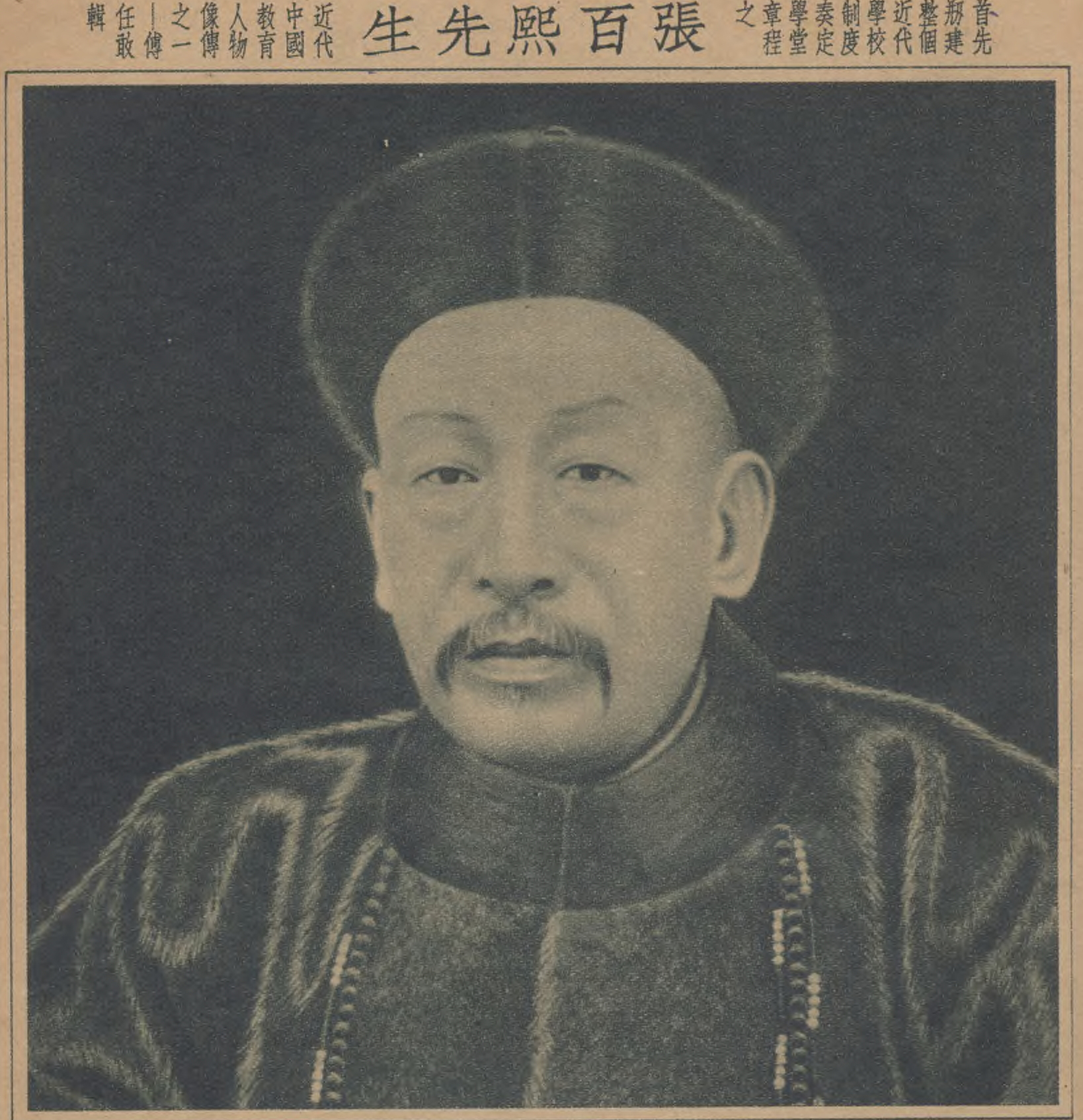

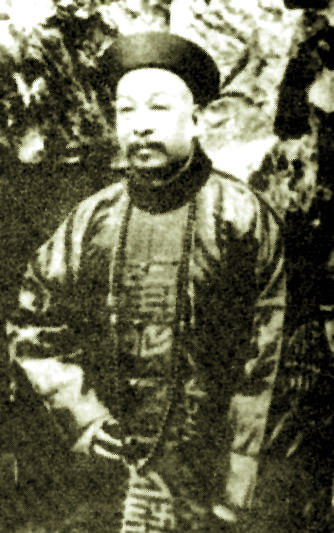

张百熙（1847年—1907年3月30日），字埜秋，一作冶秋，室名潜斋、退思轩，湖南长沙府长沙县人，清末政治家、思想家、教育家。
张百熙以进士出身入仕，在京为官多年，历任吏部、户部等部尚书及管学大臣等职，官至邮传部尚书。身后获赠太子少保，谥文达。他思想开明，主张施行新政，是中国教育改革的先驱者，制定了中国近代第一个由国家颁布的学制《钦定学堂章程》，時有“大学之父”之譽。

## 生平

### 科举入仕
張百熙出身書香官宦世家赤山張氏。祖父張再英為嘉慶元年（1796年）丙辰科進士，廣東海豐縣知縣。伯父張沄，字竹汀，咸豐三年（1853年）癸丑科進士。以刑部主事迁员外郎，任监察御史，有直声。父亲張啟鵬，字幼溟，号蔗泉，道光十五年（1835年）乙未恩科舉人，曾在总督裕泰将军幕府做过幕僚，后隐退，从事儒学研究与教育，先后主讲于安陆、澧阳、洣江、石鼓等书院，著有《梅墅诗钞》、《心言约编》、《无垢静室时艺》等。長子張祖同，字雨珊，是湖南著名詞人，有《湘雨樓詞鈔》；次子張曼生，早逝；三子即張百熙，字埜秋，一作冶秋。幼子張覲同過繼給伯父張沄為後。張百熙自幼好学，为避战迁居永州。曾就读于长沙城南书院，受名儒郭嵩焘教诲。
同治九年（1870年）庚午科舉人，同治十三年（1874年）甲戌科二甲第六名進士。選翰林院庶吉士，光緒二年（1876年）散館授編修。光绪五年（1879年），任山东乡试副考官。光绪七年（1881年），提督山东学政。光绪十四年（1888年），任四川乡试正考官。次年入直南书房。光绪二十一年（1895年），升侍讲，同年升侍读，并出任国子监祭酒。

### 疏劾权宦
朝鲜东学党起义爆发后，日本介入，朝议大多主战。及至甲午战争爆发，清军连败，张百熙與文廷式等五十馀名京官撰《聯衔纠参督臣植黨疏》，上疏弹劾李鸿章表面备战，私下主和的行为。指出左宝贵、聂士成等人均勇敢善战，只因军饷、器械供应不济，导致战败，其过失在于李鸿章。继而弹劾礼亲王世铎争权纳贿，战事一起，一味依仗李鸿章，贻误战机。幷曝出李鸿章之子李經方暗通不久前被天津縣捕獲的日本奸细、在日本開設洋行等。然而弹劾疏文均未被上报。当时正值慈禧太后六旬万寿庆典，承办典礼的官员在国难之际仍然大举铺张，张百熙上奏将其罢免。又与侍讲学士陆宝忠等一起弹劾当权高官“朋比误国”等十项大罪。不久，重臣孙毓汶称病归里，恭亲王奕䜣重入军机，百熙出督广东学政。

### 改革教育

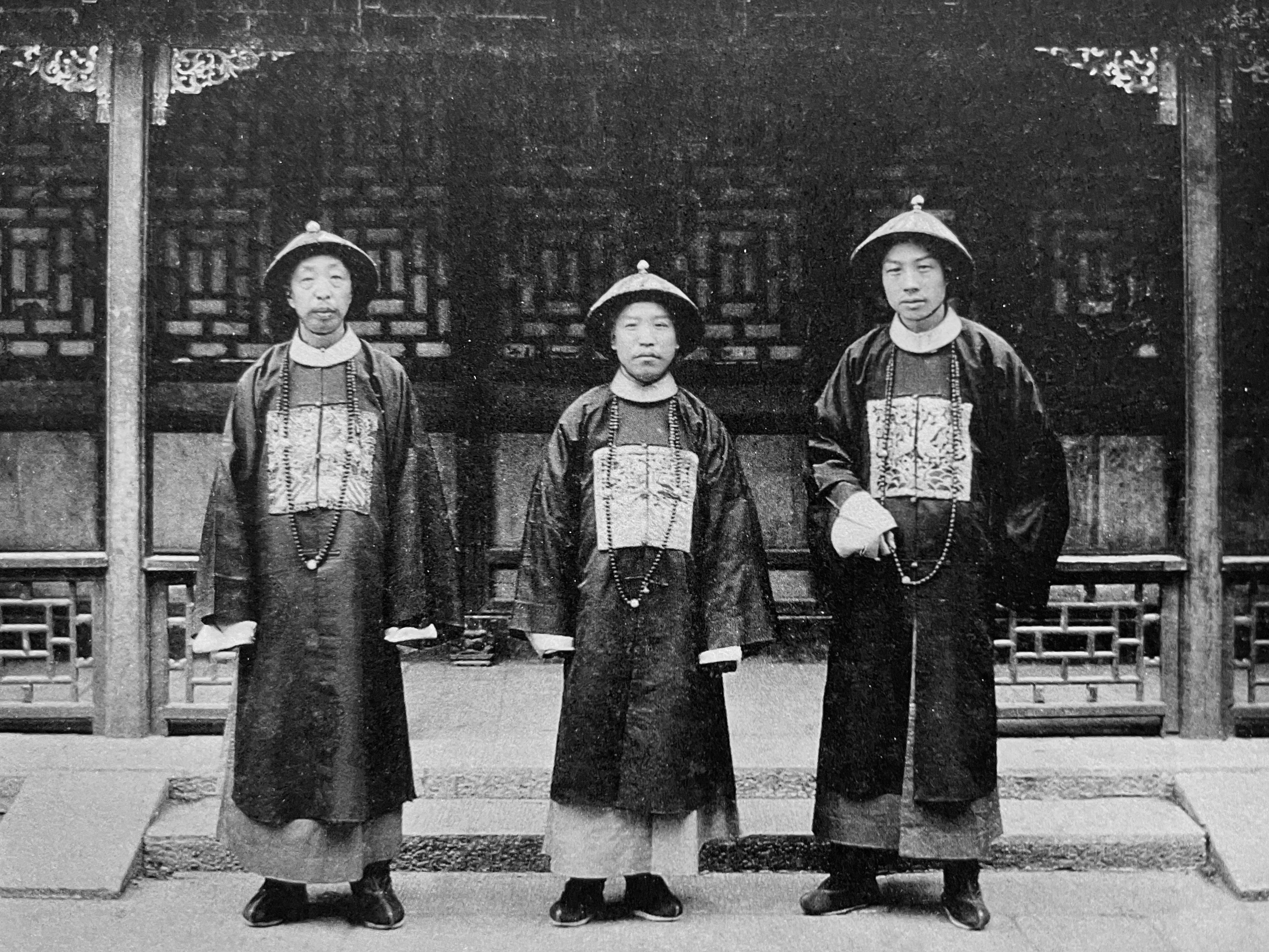
光绪二十九年（1903年），时任直隶总督袁世凱（中）视察京師大學堂譯學館，与管学大臣張百熙（左）、监督朱啓鈐（右）合影。

光绪二十三年（1897年），张百熙升任内阁学士。次年戊戌变法失败后，因为曾举荐康有为而获罪，被革职留任。光绪二十六年（1900年），补授礼部侍郎。同年，八国联军逼近北京，张百熙与慈禧及光绪帝避走西安，并上疏“陈述时事，慷慨激昂，后帝动容”。擢左都御史，受命先回京任职。其后不久，充任专使英国大臣，考察政教。光绪二十七年（1901年），清廷重开新政，下诏求言，百熙上疏，献“大计五端”，主张改革官制，整顿财政，变更科举，兴建学堂，设立报馆。此后，张百熙迁任工部尚书，调刑部，又改吏部。年底，任管理大学堂事务大臣（管理京师大学堂，即今北京大学前身）。次年，制定颁布《钦定学堂章程》，章程虽未获准施行，却是中国学制法令化之初始。张百熙求贤若渴，提拔新进，招致清廷猜疑，时有言官奏请按清朝惯例设满大臣主教事，于是清廷任命荣庆为管学大臣，对张百熙多有掣肘；又另设“学务处”，由张亨嘉担任大学总监督，分散张百熙权力。光绪三十年（1904年），清廷改管学大臣为学务大臣，并由孙家鼐任职，张百熙再受排挤，逐渐远离学务。

### 晚年职务
光绪二十九年（1903年），张百熙署礼部尚书，次年担任甲辰科也即末科会试的副考官。光绪三十一年（1905年），改户部尚书兼管顺天府尹事务，次年又改为新成立的邮传部尚书。光绪三十三年二月十七日（1907年3月30日）卒，追赠太子少保，谥文达。《清史稿》有传。傳說張百熙死後為都城隍（詳見洞靈小志）。

## 张百熙与中国教育
张百熙自幼目睹国家积弱，思想倾向改革。戊戌变法之前，即推荐康有为，并倡议改科举，兴新学。被派赴英国期间，悉心考察工业、科技、教育等各领域情况，感慨颇深。回国后，张百熙上疏陈述五条革新大计，其中即有“变科举，建学堂”之议。同年九月，张百熙奏请将京师大学堂改隶属于国子监，又提请将总理衙门附设的同文馆改隶于大学。

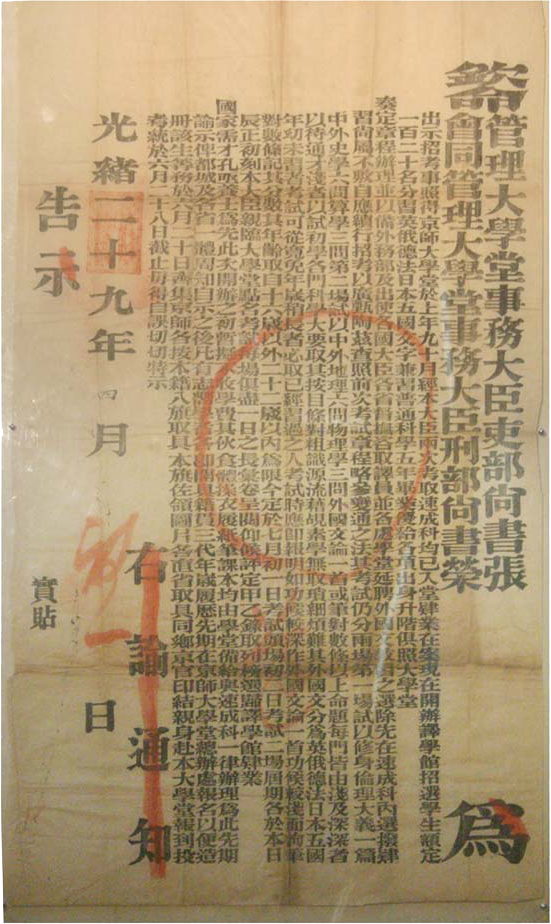
光绪二十九年京师大学堂招生布告，以张百熙、荣庆名义颁发

京师大学堂的筹建始于甲午战争后。当时侍郎李端棻奏请立学，本已得到中旨批准，但朝廷保守派反对新政，此事被迫缓行。戊戌变法期间，学堂正式成立。及至慈禧太后发动戊戌政变，新政大都被废除，唯有大学堂幸存。张百熙担任管学大臣后，更加积极恢复与改革大学堂，并着手制定大学堂章程。
光绪二十八年（1902年）初，张百熙上《奏办京师大学堂情形疏》，建议先开预备、速成两科，预备科分为政、艺两科，速成科分为仕学、师范两馆，同时添建讲舍，附设译局，广购书籍仪器，宽筹经费。不久，又上《奏举大学堂总教习摺》，保荐冀州知州吴汝纶担任大学堂总教习。吴汝纶坚辞不就，张百熙冠服登门跪拜，并说：“吾为全国求人师”。吴汝纶提出首先赴日本考察。尽管汝纶归国后即病卒，未能视事，张百熙求贤爱才之心却可见一斑。当时许多著名学者如杨仁山、严复、孙诒让、蔡元培等也为其聘用。

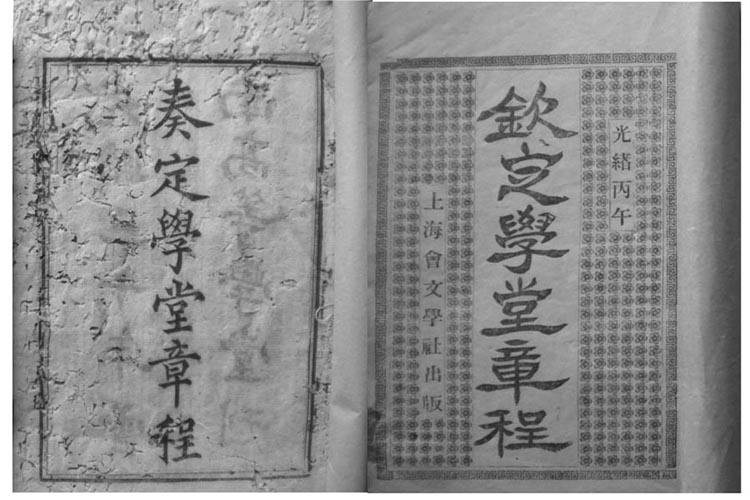
光绪三十二年上海会文学社出版的《钦定学堂章程》与云南高等学堂印制的《奏定学堂章程》。

同年七月，张百熙拟定各级学堂章程六件，分别为《京师大学堂章程》、《考选入学章程》、《高等学堂章程》、《中等学堂章程》、《小学堂章程》、《蒙学堂章程》，朝廷诏准，颁布各省。此即《钦定学堂章程》，又称“壬寅学制”。章程虽然因为改革步伐太大，未能得到施行，却成为中国法令化学制之始。年底，京师大学堂正式开学。张百熙又上呈《奏派学生赴东西洋各国留学摺》获准，各省开始派遣官费留学生。
次年，张百熙因“喜用新进”被朝廷猜忌，并遭荣庆等人分权，仍与张之洞、荣庆等共同修订学制，成《初等小学堂章程》、《高等小学堂章程》、《中学堂章程》、《高等学堂章程》、《蒙养院章程》、《初级师范学堂章程》、《优级师范学堂章程》、《任用教员章程》、《初等农工商实业学堂章程》、《中等农工商实业学堂章程》、《高等农工商实业学堂章程》、《事业教员讲习所章程》、《各学堂管理通则》及《学务纲要》各一册。同年底，领衔进呈，获准颁行，即《奏定学堂章程》，亦称“癸卯学制”。同时呈《奏请递减科举注重学堂摺》，促成了中国延续一千多年之科举制度的彻底废除。
光绪三十年（1904年）八月，张百熙奏请派遣新科进士出洋留学。随着张亨嘉、孙家鼐先後被任命要职，张百熙权力日分。光绪三十一年（1905年），奏请大学堂增设法政、文学、格致、工科四科，并勘定广安门、德胜门外校址，奉旨议行。年底，清廷成立“学部”，张百熙彻底被排挤，“销学务差”，但其对中国教育的巨大贡献，至今不可磨灭。
今日中国的最高学府之一北京大学，即由京师大学堂演变而来，而其中的师范馆成为北京师范大学的前身。故两校都将张百熙尊为校长。

## 著作

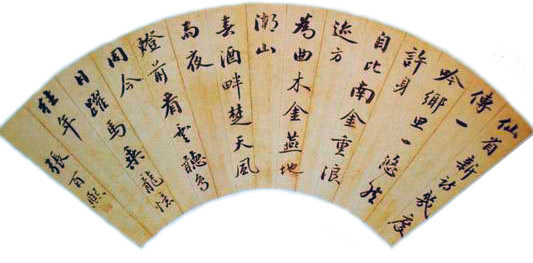
張百熙手書扇面

张百熙工诗文书法。有《奏议》四卷、《退思轩诗集》六卷以及《补遗》一卷传世。皆收于岳麓书社出版之《张百熙集》中。

## 後代
張百熙有三子：長子張振鏞（父親過世後補江蘇道員）；次子張振鋆（1898-1970，後改名羽，字稚潛、子羽、叔平等，晚號蜷厂（庵）；先（嫡）外祖孫鼎臣；元配夫人為郭崑燾孫女、郭慶蘐(又名郭立瑤，字玉如，夫人為羅汝懷女）女郭若璘。抗戰時期第三戰區駐滬代表，策反周佛海等人有功；曾從劉承幹手中購買嘉業堂藏書；抗戰時期協助葉恭綽等人保護毛公鼎；其“聖澤園"書局曾協助鄭振鐸在戰時出版《明季史料叢書》。1940年代末移居香港，晚年與前上海影星張織雲相好；留有《蜷廠遺稿》等詩文作品）；及幼子張振鍠。
女兒多名，其中次女張錦（？-1932），又名張麗芬，別號閑與山人，嫁於長沙棠坡朱氏朱昌琳冢孫朱應徵（保之），留有《閑與軒遺稿》；另有一女嫁於袁世凱第三子袁克良，還有一女張竺隱（又作竹隱，字君倩，馬汝鄴摯友）嫁沈遵晦（字俊亞，1908-?)。
孫輩諸多，其中張振鋆有一子為記者兼作家林洵（1921-2003），本名張孝權，後用名“張文達”及“林洵”等，夫人為報人前輩嚴諤聲女嚴洵；孫女張孝徽嫁報人龔德柏；孫女張雪茵（1907-1987），1950年遷台後為著名女作家。

## 故居及墓葬
张百熙故居在长沙县北山乡（今属长沙县北山镇）照壁屋，宅第规模宏大，曾被当地村民称为“宰相屋里”。中华人民共和国成立时建筑尚存，后来被改为粮仓，不复当年胜景。
张百熙墓在今长沙县春华镇洞口村泉井材小组后山的半山腰上，原有墓道、石像生、碑刻等，1960年代遭到严重破坏，1980年代又被盗掘。2005年，长沙市政府将其墓列为长沙市文物保护单位，并于2008年拨款重修。2011年，张墓被列为湖南省文物保护单位。

## 延伸阅读
[在维基数据编辑]
 《清史稿·卷443》，出自趙爾巽《清史稿》
 在维基共享资源阅览影像

## 相关书籍
- 《张百熙集》（湖湘文库）. 岳麓出版社. ISBN 978-7-80665-995-3